# Majski Vrh
Majski Vrh – wieś w Słowenii, w gminie Videm. W 2018 roku liczyła 100 mieszkańców.